# العلاقات الكونغوية اليمنية
العلاقات اليمنية الكونغولية هي العلاقات الثنائية التي تجمع بين اليمن وجمهورية الكونغو.

## مقارنة بين البلدين
هذه مقارنة عامة ومرجعية للدولتين:
| وجه المقارنة                                              | اليمن                   | [[تصنيف:صفحات تستخدم رمز علم غير موجود\|]] جمهورية الكونغو |
| --------------------------------------------------------- | ----------------------- | ---------------------------------------------------------- |
| المساحة (كم2)                                             | 555.00 ألف              | 342.00 ألف                                                 |
| عدد السكان (نسمة)                                         | 28.25 مليون             | 5.26 مليون                                                 |
| الكثافة السكانية (ن./كم²)                                 | 50.9                    | 15.38                                                      |
| العاصمة                                                   | صنعاء عدن (عاصمة مؤقتة) | برازافيل                                                   |
| اللغة الرسمية                                             | اللغة العربية           | لغة فرنسية                                                 |
| العملة                                                    | ريال يمني               | فرنك وسط أفريقي                                            |
| الناتج المحلي الإجمالي (بليون دولار)                      | 18.21 مليار             | 8.72 مليار                                                 |
| الناتج المحلي الإجمالي (تعادل القوة الشرائية) بليون دولار | 75.69 مليار             | 29.48 مليار                                                |
| الناتج المحلي الإجمالي الاسمي للفرد دولار أمريكي          | 1.41 ألف                | 1.85 ألف                                                   |
| الناتج المحلي الإجمالي للفرد دولار أمريكي                 |                         |                                                            |
| مؤشر التنمية البشرية                                      | 0.498                   | 0.591                                                      |
| رمز المكالمات الدولي                                      | +967                    | +242                                                       |
| رمز الإنترنت                                              | .ye                     | .cg                                                        |
| المنطقة الزمنية                                           | ت ع م+03:00             | ت ع م+01:00                                                |

## منظمات دولية مشتركة
يشترك البلدان في عضوية مجموعة من المنظمات الدولية، منها:
| علم المنظمة | اسم المنظمة                               | تاريخ انضمام اليمن | تاريخ انضمام جمهورية الكونغو |
| ----------- | ----------------------------------------- | ------------------ | ---------------------------- |
|             | مؤسسة التنمية الدولية                     | 22 مايو 1970       | 8 نوفمبر 1963                |
|             | الأمم المتحدة                             | 30 سبتمبر 1947     | 20 سبتمبر 1960               |
|             | منظمة الشرطة الجنائية الدولية             | ?                  | ?                            |
|             | المركز الدولي لتسوية المنازعات الاستشارية | 20 نوفمبر 2004     | 14 أكتوبر 1966               |
|             | البنك الدولي للإنشاء والتعمير             | 3 أكتوبر 1969      | 10 يوليو 1963                |
|             | منظمة حظر الأسلحة الكيميائية              | ?                  | ?                            |
|             | مؤسسة التمويل الدولية                     | 22 مايو 1970       | 1 أكتوبر 1980                |
|             | وكالة ضمان الاستثمار متعدد الأطراف        | 12 مارس 1996       | 16 أكتوبر 1991               |
|             | يونسكو                                    | 2 أبريل 1962       | 24 أكتوبر 1960               |